# آسيا برانش
آسيا دانييل برانش (ولدت في 5 مايو 1998) حاملة لقب ملكة جمال أمريكية توجت بمسابقة ملكة جمال الولايات المتحدة الأمريكية 2020. تعتبر آسيا برانش أول امرأة من ولايتها تتوج بمسابقة ملكة جمال الولايات المتحدة الأمريكية، أيضًا أول امرأة أمريكية من أصل أفريقي تتوج بمسابقة ملكة جمال ميسيسيبي الولايات المتحدة الأمريكية. قبل عام تقريباً توجت آسيا برانش بمسابقة ملكة جمال ميسيسيبي 2018 وتنافست في مسابقة ملكة جمال أمريكا 2019 لكنها لم تستمر في المسابقة لمراكز متقدمة. على على أقل تقدير احتلت المركز الثاني في جوائز جودة الحياة في مسابقة ملكة جمال أمريكا 2019.